# Божина Ивановић
Божина Ивановић (Подгорица, 21. децембар 1931 — 10. октобар 2002) био је антрополог и друштвено-политички радник СР Црне Горе.

## Биографија
Рођен је 21. децембра 1931. године у Подгорици. Завршио је Филозофски факултет и докторирао са тезом „Екологија, албутнус алхидус алборела у Скадарском језеру“. Члан Комунистичке партије Југославије постао је 1949. године.
Био је организациони секретар СК Филозофског факултета, члан Општинског комитета СК Титоград, председник Синдиката просветних и научних радника Титоград, директор Биолошког завода у Титограду, члан Општинске конференције ССРН Титоград, члан Извршног одбора Републичке конференције ССРН Црне Горе, члан Извршног већа Скупштине Црне Горе и остало.
Добитник је награде Скупштине Црне Горе за успешан рад као директор Техничке школе у Титограду.
Био је председник Председништва СР Црне Горе од 6. маја 1988. до 13. јануара 1989. године. Тада је дао оставку на ту функцију под притиском Мила Ђукановића, Светозара Маровића и Момира Булатовића, у јеку „антибирократске револуције“. Иако се после тога углавном повукао из политике, Ивановић је неко време задржао одређени утицај у Демократској партији социјалиста Црне Горе.
Био је члан Црногорске академије наука и умјетности, Брковићеве Дукљанске академије наука и умјетности и један од оснивача и председник Матице црногорске. Био је и професор на Природно-математичком факултету Универзитета Црне Горе.